# Шчучје
Шчучје (рус. Щучье) град је у Русији у Курганској области.

## Становништво
| 1939. | 1959.  | 1970.  | 1979.  | 1989.  | 2002.  | 2010.  |
| ----- | ------ | ------ | ------ | ------ | ------ | ------ |
| 7.600 | 10.272 | 10.822 | 10.379 | 11.094 | 10.602 | 10.973 |